# Пак Чон Бе
Пак Чон Бе (кор. 박정배, нар. 19 лютого 1967) — південнокорейський футболіст, що грав на позиції захисника.
Виступав, зокрема, за клуби «Ел Джі Чітас», «Деу Ройялс» та «Ульсан Хьонде», а також національну збірну Південної Кореї.

## Клубна кар'єра
У дорослому футболі дебютував 1990 року виступами за команду клубу «Ел Джі Чітас», в якій провів три сезони, взявши участь у 102 матчах чемпіонату.  Більшість часу, проведеного у складі «Ел Джі Чітас», був основним гравцем захисту команди.
Своєю грою за цю команду привернув увагу представників тренерського штабу клубу «Деу Ройялс», до складу якого приєднався 1994 року. Відіграв за пусанську команду наступні два сезони своєї ігрової кар'єри. Граючи у складі «Деу Роялс» також здебільшого виходив на поле в основному складі команди.
До складу клубу «Ульсан Хьонде» приєднався 1997 року, а за два роки завершив ігрову кар'єру, встигнувши відіграти за команду з Ульсана 32 матчі в національному чемпіонаті.

## Виступи за збірну
1991 року дебютував в офіційних матчах у складі національної збірної Південної Кореї. Провів у формі головної команди країни 36 матчів, забивши 2 голи.
У складі збірної був учасником чемпіонату світу 1994 року у США.